# Europastraße

Das internationale Europastraßennetz

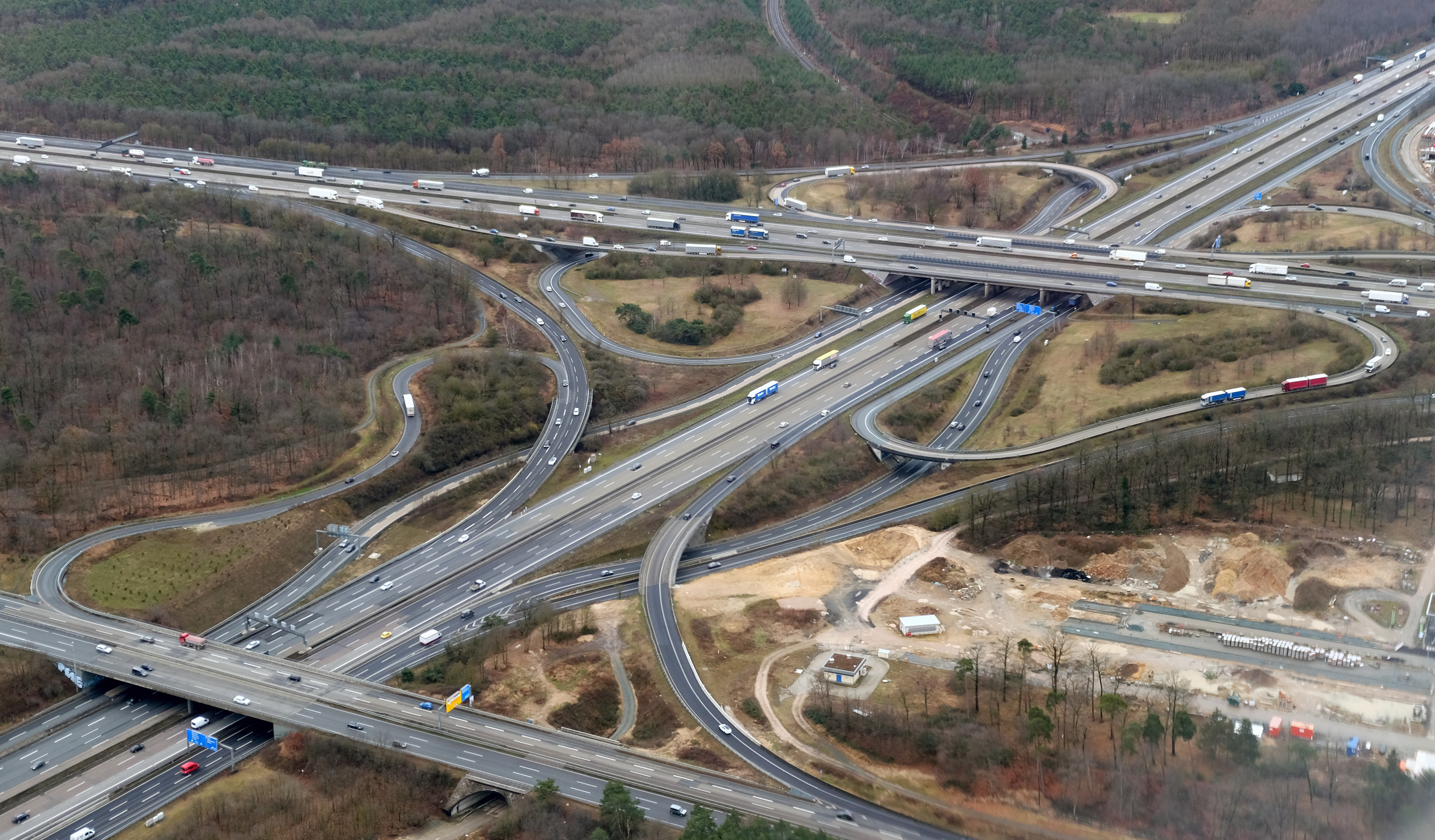
Am Frankfurter Kreuz kreuzen sich E 42 und E 451.

Europastraßen sind eine Straßenkategorie von Fernstraßen, die sich in Europa, Zentral- und Kleinasien befinden. Sie bilden ein Straßennetz von etwa 50.000 Kilometern Länge, dienen dem internationalen Verkehr und sind durch ein weißes E mit Straßennummer auf grünem Grund gekennzeichnet.
In vielen Staaten tragen Straßen bei der Wegweisung die Europastraßen-Bezeichnung neben der nationalen Straßennummer, während in anderen Staaten wie Schweden oder Norwegen die internationalen Fernstraßen ausschließlich die Europastraßen-Nummer tragen. Belgien wendet diese Systematik ebenfalls auf den Autobahnen, jedoch nicht auf den sonstigen Straßen an. In Deutschland und Irland fehlen fast immer die Europastraßennummern bei der Wegweisung auf Autobahnen, sie werden nur auf den Entfernungstafeln verzeichnet. In Großbritannien finden sich auf der Wegweisung keine Europastraßen-Bezeichnungen.

## Festlegung der Europastraßen
Der Verlauf der Europastraßen wird unter dem Dach der UN/ECE festgelegt. Grundlage ist die Declaration on the Construction of Main International Traffic Arteries vom 16. September 1950, später ersetzt durch das European Agreement on Main International Traffic Arteries (AGR; Europäisches Übereinkommen über die Hauptstraßen des internationalen Verkehrs) vom 15. November 1975. Die bisher 37 Vertragsparteien (2008) verpflichten sich dazu, das im Vertrag beschriebene Netzwerk der Europastraßen im Rahmen ihrer nationalen Verkehrsentwicklungsprogramme zu berücksichtigen. Die Bundesrepublik Deutschland ist dem Abkommen 1976 beigetreten und hat es am 3. August 1978 ratifiziert. Der Originaltext ist in den drei Amtssprachen Englisch, Französisch und Russisch verfügbar; es existiert eine deutsche Übersetzung.
Die Änderung 1975 führte zu einer kompletten Neuordnung der Europastraßen, weshalb sinnvolle Vergleiche zwischen dem Netz vor und nach 1975 nicht möglich sind.
Die Europastraßen verlaufen damit nicht nur durch die Europäische Union, sondern durch alle europäischen Länder und über den europäischen Kontinent hinaus bis nach Kleinasien und Zentralasien. Die Liste der Europastraßen wird in unregelmäßigen Abständen fortgeschrieben.

## Nummerierung
Von den 1950er Jahren bis etwa 1985 existierte ein älteres Nummerierungssystem, bei dem die wichtigsten Europastraßen einstellige Nummern hatten, z. B. die alte E 5 von London nach Istanbul oder die alte E 6 von Kirkenes über Narvik nach Rom, die übrigen zweistellige. Diese damals einstelligen Europastraßen waren die klassischen Fernfahrerrouten. Einige skandinavische Teilabschnitte, die bei Einführung des neuen Nummerierungssystems ausnahmsweise nicht umnummeriert wurden, sind noch immer einstellig ausgeschildert, wie die E 04 in Schweden und Finnland und die E 06 in Schweden und Norwegen, also z. B. .
Heute folgt die Nummerierung folgenden Prinzipien:
Europastraßen werden zwei- oder dreistellig nummeriert. Die wichtigsten Routen (Kategorie A) sind zweistellig und haben als Endziffer die „5“ oder „0“, wobei die Straßen, die auf „5“ enden, in Nord-Süd-Richtung verlaufen, und diejenigen, die auf „0“ enden, in Ost-West-Richtung. Sie werden jeweils von West nach Ost bzw. von Nord nach Süd nummeriert.
Beispiele
| Straßenname                           | von/nach                                                         | Länge in km |
| ------------------------------------- | ---------------------------------------------------------------- | ----------- |
| Vorlage:RSIGN/Wartung/EU-E-Einbindung | Larne ( Vereinigtes Königreich)/Sevilla ( Spanien)               | 2509        |
| Vorlage:RSIGN/Wartung/EU-E-Einbindung | Cherbourg ( Frankreich)/La Crèche ( Frankreich)                  | 0459        |
| Vorlage:RSIGN/Wartung/EU-E-Einbindung | Greenock ( Vereinigtes Königreich)/Algeciras ( Spanien)          | 3100        |
| Vorlage:RSIGN/Wartung/EU-E-Einbindung | Langon ( Frankreich)/Saragossa ( Spanien)                        | 0247        |
| Vorlage:RSIGN/Wartung/EU-E-Einbindung | Craigavon ( Vereinigtes Königreich)/Sankt Petersburg ( Russland) | 1890        |
| Vorlage:RSIGN/Wartung/EU-E-Einbindung | Holyhead ( Vereinigtes Königreich)/Ischim ( Russland)            | 5320        |
| Vorlage:RSIGN/Wartung/EU-E-Einbindung | Berlin ( Deutschland)/Minsk ( Belarus)                           | 1230        |
| Vorlage:RSIGN/Wartung/EU-E-Einbindung | Calais ( Frankreich)/Ridder ( Kasachstan)                        | 8778        |

Die heutige Europastraße 5 () läuft von Schottland bis Südspanien und die Europastraße 85 () am westlichen Rand des Schwarzen Meeres entlang. Die Europastraße 20 () geht vom Flughafen Shannon bei Limerick bis nach Sankt Petersburg. Die Europastraße 40 (), die von Calais bis an die chinesische Grenze in Kasachstan reicht, ist mit 8778 Kilometern Länge die längste Europastraße und auf einigen tausend Kilometern überlappend mit Fernstraßen der Asian Highways ausgeschildert.
Jeweils dazwischen liegende Europastraßen haben entsprechende gerade oder ungerade Nummern. So liegen bei den Ost-West-orientierten Straßen zwischen der Europastraße 10 () und der Europastraße 20 () die weiteren Europastraßen 12, 14, 16 und 18 in gleicher Grundrichtung.
Alle diese Hauptrouten sind Europastraßen der Kategorie A. Abzweigende, verbindende und anschließende Europastraßen (Kategorie B) haben dreistellige Nummern, wobei die, die östlich der Europastraße 101 () liegen, mit einer Null beginnen, also 001 bis 099. Die erste Ziffer der dreistelligen Nummer gibt die Anfangsziffer der nächsten nördlich verlaufenden Europastraße mit auf 0 endender zweistelliger Nummer wieder, die zweite Ziffer entspricht der Anfangsziffer der nächsten westlich verlaufenden Europastraße mit auf 5 endender zweistelliger Nummer, die dritte Ziffer ist eine Seriennummer. In Deutschland wurde bei der Nummerierung der Europastraße 451 () allerdings gegen diese Regel verstoßen.

## Geschichte
1931 wurde in Genf das Bureau International des Autoroutes (B. I. A. R.) mit dem Ziel gegründet, ein gesamteuropäisches Schnellstraßennetz zu errichten; die Ideen wurden auf den sogenannten „Internationalen Autobahnkongressen“ besprochen.
Auf dem zweiten Autobahnkongress vom 18. bis 20. April 1932 in Mailand erfolgte die Gründung der Organisation Internationale des Autoroutes (O. I. A. R.) mit dem Zweck der „Förderung der moralischen und finanziellen Zusammenarbeit von Staat und Privatinitiative in allen Autostraßenfragen, […] die Schaffung der technischen, wirtschaftlichen, rechtlichen und sozialen Unterlagen für den Bau von Autostraßen […] und ein einheitliches und harmonisches internationales Vorgehen wird erstrebt, unbeschadet der Notwendigkeit, weitgehend auf die nationalen Besonderheiten Rücksicht zu nehmen.“
Hieraus entstanden die ersten europaweit einheitlich nummerierten Fernstraßen, allerdings – aufgrund der politischen Entwicklungen – erst viele Jahre später. 
Da die 1985 eingeführte Nummerierung nach dem Ende des Kalten Kriegs noch nicht verändert wurde, weist das Europastraßennetz nur an denjenigen Stellen Verbindungen über die frühere innerdeutsche Grenze auf, an denen bzw. in deren Nähe sich 1985 Grenzübergänge befanden. Die Teilung Europas ist in dem Netz auch noch daran ablesbar, dass manche Europastraßen plötzlich auf nachrangige Straßen abknicken (etwa die Europastraße 49 =  bei Schleiz) oder Umwege nehmen (etwa die Österreich umgehende Europastraße 65 = ), nur um den „Eisernen Vorhang“ möglichst selten zu überqueren.